# Heliothelopsis arbutalis
Heliothelopsis arbutalis är en fjärilsart som beskrevs av Pieter Cornelius Tobias Snellen 1875. Heliothelopsis arbutalis ingår i släktet Heliothelopsis och familjen Crambidae. Inga underarter finns listade i Catalogue of Life.